# Scrobipalpula diffluella
Scrobipalpula diffluella is een vlinder uit de familie tastermotten (Gelechiidae). De wetenschappelijke naam is voor het eerst geldig gepubliceerd in 1870 door Frey.
De soort komt voor in Europa.